# 威廉·萨顿
威廉·亚历山大·萨顿，CBE（1917年3月1日—2000年1月23日）是新西兰画家。其毕业于坎特伯雷大学，并在该校任教逾30年。

## 简介
萨顿通常在画作上签名“WA Sutton”，其画作大多数受到新西兰地区主义的影响。1963年，萨顿在基督城郊里士满建起房屋，其直到1992年封笔前的画作大多在这座房屋里完成。萨顿逝世后，基督城艺术馆前任馆长买下了这座房屋。2011年基督城地震后，房屋处在居住禁区中，后被坎特伯雷地震灾后恢复局购买，虽然已不能住人，但该房屋有望免于拆除。
2003年，基督城艺术中心举办了威廉·萨顿的作品展。2009年，他被选为“基督城十二英杰”之一。他的铜像和其他十一人的铜像一并展示于基督城艺术中心外。
萨顿曾为新西兰历史学者约翰·比格霍尔和爱丽丝·坎蒂画像。